# Supercoppa italiana 2013 (calcio femminile)
La Supercoppa italiana 2013 di calcio femminile si è disputata sabato 14 settembre 2013 alle 12.30 presso lo Stadio Enrico Nanni di Bellaria-Igea Marina.
La sfida ha visto contrapposte la Torres, vincitrice della Serie A 2012-2013 e il Tavagnacco, vincitore della Coppa Italia 2012-2013.
La gara è stata vinta dalla Torres, che ha conquistato così la sua settima supercoppa (record) e la quinta consecutiva (record), grazie al risultato di 2-1 ottenuto con reti di Pamela Conti e Patrizia Panico. Nel mezzo, il momentaneo pari del Tavagnacco firmato da Alessia Tuttino.

## Copertura televisiva
La gara, disputata alle 12.30, è stata trasmessa in diretta da Rai Sport 2, con la telecronaca di Luca Pisinicca ed il commento tecnico dell'ex-calciatrice Katia Serra.

## Tabellino
| Arbitro: | Pragliola (Terni) |

|                      |           |             |
| Conti 22’ Panico 53’ | Marcatori | 24’ Tuttino |

| Torres | Tavagnacco |

### Formazioni
| Torres          |    |                      |     |
|                 |    |                      |     |
| P               | 22 | Gaëlle Thalmann      |     |
| D               | 2  | Linda Tucceri Cimini |     |
| D               | 21 | Giorgia Motta        |     |
| D               | 25 | Elisa Bartoli        |     |
| C               | 7  | Giulia Domenichetti  |     |
| C               | 4  | Daniela Stracchi     |     |
| C               | 8  | Aurora Galli         | 41’ |
| C               | 11 | Sandy Iannella       |     |
| C               | 10 | Pamela Conti         |     |
| A               | 9  | Patrizia Panico      |     |
| A               | 6  | Silvia Fuselli       |     |
| A disposizione: |    |                      |     |
| P               | 1  | Arianna Criscione    |     |
| D               | 24 | Eleonora Piacezzi    |     |
| C               | 8  | Sandy Maendly        | 41’ |
| A               | 18 | Erika Campesi        |     |
| A               | 19 | Sabrina Marchese     |     |
| Allenatore:     |    |                      |     |
| Manuela Tesse   |    |                      |     |

| Tavagnacco      |    |                       |             |
|                 |    |                       |             |
| P               | 1  | Sara Penzo            |             |
| D               | 2  | Eleonora Bischi       | Ammonizione |
| D               | 3  | Michela Rodella       | 78’         |
| D               | 4  | Alessia Tuttino       |             |
| D               | 5  | Ambra Pochero         | 57’         |
| C               | 6  | Nenè Nhaga Bissoli    | 78’         |
| C               | 7  | Tatiana Bonetti       |             |
| C               | 8  | Alice Parisi          | 75’         |
| C               | 9  | Paola Brumana         |             |
| A               | 10 | Maria Zuliani         | 57’         |
| A               | 11 | Elisa Camporese       |             |
| A disposizione: |    |                       |             |
| D               | 13 | Michela Martinelli    | 57’         |
| D               | 14 | Lara Laterza          | 78’         |
| C               | 15 | Samantha Zandomenichi | 75’         |
| C               | 17 | Priscilla Del Prete   | 78’         |
| A               | 18 | Evelyn Vicchiarello   | 57’         |
| Allenatore:     |    |                       |             |
| Marco Rossi     |    |                       |             |